# Huder (Berg)
Der Huder ist ein bewaldeter Doppelgipfel in den Bayerischen Voralpen. Der westliche, 1405 m ü. NHN hohe Gipfel liegt auf der Gemeindegrenze zwischen Bad Wiessee und Gaißach, der östliche, 1382 m ü. NHN hohe Gipfel komplett in Bad Wiessee.

## Topographie
Der Huder und sein Nebengipfel bilden einen der zahlreichen vollständig bewaldeten Gipfel, die dem Fockenstein nördlich vorgelagert sind. Wie die meisten dieser Berge wird auch der Huder selten besucht. Er bietet keinerlei freie Aussicht und der höchste Punkt ist nur weglos erreichbar. Auf dem Gipfel befinden sich lediglich Grenzmarkierungen.
Der einfachste Zustieg dürfte über Forstwege zum Sattel zwischen Spitzeck und Huder, und ab dort weglos erfolgen. Alternativ von der Aueralm über den Sattelkopf.